# Calyptranthes restingae
Calyptranthes restingae är en myrtenväxtart som beskrevs av Marcos Sobral. Calyptranthes restingae ingår i släktet Calyptranthes och familjen myrtenväxter. Inga underarter finns listade i Catalogue of Life.